# تویبلیتز
شهر تویبلیتز (به آلمانی: Teublitz) در ایالت بایرن در کشور آلمان واقع شده‌است.